# Sererfalben
Sererfalben är en bergstopp i Österrike.   Den ligger i distriktet Bludenz och förbundslandet Vorarlberg, i den västra delen av landet, 500 km väster om huvudstaden Wien. Toppen på Sererfalben är 1 891 meter över havet, eller 71 meter över den omgivande terrängen. Bredden vid basen är 0,21 km. Sererfalben ingår i Kanisfluh.
Terrängen runt Sererfalben är bergig åt sydost, men åt nordväst är den kuperad. Runt Sererfalben är det ganska glesbefolkat, med 47 invånare per kvadratkilometer.. Närmaste större samhälle är Dornbirn, 18,2 km norr om Sererfalben. 
Trakten runt Sererfalben består i huvudsak av gräsmarker.